# 第92突击旅 (乌克兰)
第92突擊旅是乌克兰陆军的编制。该旅的全称是“以伊万·西尔科命名的第92独立突擊旅”。1999年，该部队在乌克兰国民警卫队第6师的基础上组建为第6机械化师。2000年改组为第92机械化旅。在俄乌战争和2015年乌克兰去共产主义化之后，该旅的苏联荣誉和遗产被清除。

## 第48步兵师（1920-1992）

### 早期历史
该师的历史可追溯至苏联第48步兵师。该师于1920年2月26日由第2图拉步兵师改名而来。它在苏波战争后成为一个区域师，然后升级为“骨干”地位。1930年12月2日，它被命名为“米·伊·加里宁”。1939年8月至9月，其下属的两个步兵团被扩充为第123步兵师和第138步兵师。1940年，该师参加了对波罗的海国家的占领。1941年6月22日，该师被分配到第8集团军下的第10步兵军。该师位于立陶宛的拉塞尼艾，是第二梯队的一部分，但在巴巴罗萨行动开始后不久，它就遭到了德军第6装甲师的重创。1941年9月，它吸收了第118步兵师的残余部队。10月，它成为列宁格勒方面军海岸作战集群的一部分，保卫位于列宁格勒以西、芬兰湾沿岸的奥拉宁鲍姆桥头堡。然后作为第2突击集团军和第42集团军的一部分战斗。1944年1月19日，该师被授予“罗普辛斯卡亚”称号。
战后，该师被改为第69机械化师。1957年，该师被改为第118摩托化步兵师，驻地位于博尔赫拉德。1964年，该师恢复48师的番号，全称为第48“罗普辛斯卡”荣获十月革命勋章和红旗勋章、以米哈伊尔·加里宁命名的摩托化步兵师。
1965年，该师参加了华约对捷克斯洛伐克的入侵。从1968年10月开始，该师作为苏军中央集群的一部驻扎在捷克斯洛伐克的上米托。该师在捷克斯洛伐克驻扎至1990年，并成为第一个离开该国的师。可能由于没有足够空间容纳整个师，其下属的210摩托化步兵团被并入了第18近卫摩托化步兵师。该师其余部分则陆续前往乌克兰，最晚抵达的部队于1991年5月抵达。

## 乌克兰国民警卫队
1992年1月12日开始，乌克兰政府接管了该师的指挥权，并在其后将其重编为乌克兰国民警卫队第6师。除了驻地位于丘古耶夫的侦察连之外，该师大部分部队在1999年被撤编。

## 第92机械化旅
1999年，该部被改编为第92机械化旅。虽然作为该部前身的苏联师的大部分单位都在苏联解体后前往了俄罗斯，新成立的旅仍被给予了原苏联第48步兵师的荣誉，而其荣誉称号被乌克兰语化为“罗普申斯卡”（Ropshynska）。

### 维和任务
第92机械化旅的部分官兵参与了联合国在黎巴嫩、利比里亚、塞拉利昂和前南地区的维和行动。

### 顿巴斯战争
由于经济情况恶化，乌克兰政府原拟于2015年解散92旅。但由于2014年3月克里米亚和东乌克兰的形势危急，乌克兰政府不得不将该旅投入了顿巴斯战争。
2014年，92旅的一个拥有276名士兵、4辆坦克、3门自行火炮以及十几辆步兵战车的连级战斗群被组织起来，投入到拯救伊洛瓦斯克被围友军的战斗中。在俄军迫近的情势逐渐明朗之际，该战斗群在2014年8月24日从丘古耶夫出发前往伊洛瓦斯克。根据计划，该部将与第42摩步营的一个突击分队会合，并试图打破俄军的包围圈。8月27日，该连级战斗群到达了共青村 (頓涅茨克州)并向伊瓦洛斯克前进。连队在战场上过夜，结果旋即遭到猛烈的炮击。第二天早晨，该连被俄军空降兵击败，损失了大部分重装备，8-10人阵亡，数人失踪
2014年9月18日，92旅接收了一些翻新的T-64BV坦克。
2015年4月5日，该旅的4名官兵在乘坐载具经过卢甘斯克州夏斯季耶的一座桥梁时，因载具被击毁而阵亡。阵亡者中包括该旅副参谋长Oleh Kovbasa少校。5月16日，该旅在夏斯季耶俘获了俄军第3独立近卫特战旅的2名士兵，40岁的瓦迪姆·普加乔夫中士也在作战中阵亡。
2015年11月18日，作为乌克兰全军去共产主义化的一部分，该旅的苏联荣誉（“罗普恰”、十月革命勋章、红旗勋章）被撤销。此时该旅全称为“第92独立机械化旅”。
2019年，92旅被命名为“伊凡·西尔科”旅，以纪念这位乌克兰历史上反抗波兰和奥斯曼土耳其的英雄。
2021年8月，该旅获得了T-64BM2坦克，成为乌克兰陆军第一个获得最新型T-64坦克的单位。
2021年12月，该旅部分官兵同来自保加利亚、格鲁吉亚、希腊、意大利、立陶宛、波兰、塞尔维亚、斯洛伐克、斯洛文尼亚、英国和美国的部队一起在德国巴伐利亚州的霍亨费尔斯参加了“联合决心16”（Combined Resolve XVI）演习。

### 俄罗斯全面入侵乌克兰期间
2022年2月，在俄罗斯入侵之前，该旅与驻防哈尔科夫的第93机械化旅轮换，随即参与了哈尔科夫的防御战，并在5月将俄军击退。
2022年9月，该旅参加了哈尔科夫反攻。在乌克兰总参谋部的策划下，该旅与第25空降旅和第80旅等部队一起，在俄军防御空虚的哈尔科夫地区发动反击战，收复了库皮扬斯克等城镇。
2023年8月，第92机械化旅改組為第92独立突擊旅。

## 当前编制
截至2017年，该旅编制如下：
- 第92机械化旅
  - 总部及总部连
  - 第1机械化营
  - 第2机械化营
  - 第3机械化营
  - 第1坦克营
  - 第22摩托化步兵营（英语：22nd Motorized Infantry Battalion (Ukraine)）“哈尔科夫”
  - 旅属火炮部队
    - 总部及目标获取连
    - 自行火炮营（2S3“金合欢”自行火炮）
    - 自行火炮营（2S1“康乃馨”自行火炮（英语：2S1 Gvozdika））
    - 火箭炮营  （BM-21“冰雹”火箭炮）
    - 反坦克炮营（MT-12 反坦克炮（俄语：100-мм противотанковая пушка МТ-12））
    - 不明的北约制式155mm榴弹炮。有该旅使用M982神剑制导炮弹击毁俄军坦克的记录[18]。

  - 防空导弹火炮营
  - 工程营
  - 保障营
  - 后勤营
  - 侦察连
  - 狙击手连
  - 电子战连
  - 信号连
  - 雷达连
  - 核生化防护连
  - 医务连

2023年8月改組至第92突擊旅後，部隊編制如下：
- 第92突擊旅
  - 旅部及旅部連
  - 第22機動化步兵營
  - 第475突擊營
  - 第1突擊營
  - 第2突擊營
  - 第3突擊營
  - 第4突擊營
  - 第5突擊營
  - Shkval營
  - 戰車營
  - 旅級砲兵群
    - 總部及目標獲取連
    - 觀測連
    - 自走炮營（2S3）
    - 自走炮營（2S1）
    - 火箭炮營（BM-21）
    - 反戰車營（MT-12）

  - 無人機營
  - 電戰連
  - 防空營
  - 偵查營
  - 工程營
  - 維護營
  - 後勤營
  - 訊號連
  - 雷達連
  - 狙擊連